# Montaillou
Montaillou is een gemeente in het Franse departement Ariège (regio Occitanie) en telt 32 inwoners (2009). De plaats maakt deel uit van het arrondissement Foix.
Boven het dorp vindt men de ruïnes van het Château de Montaillou, waar zich de laatste aanhangers van de Katharen bevonden.

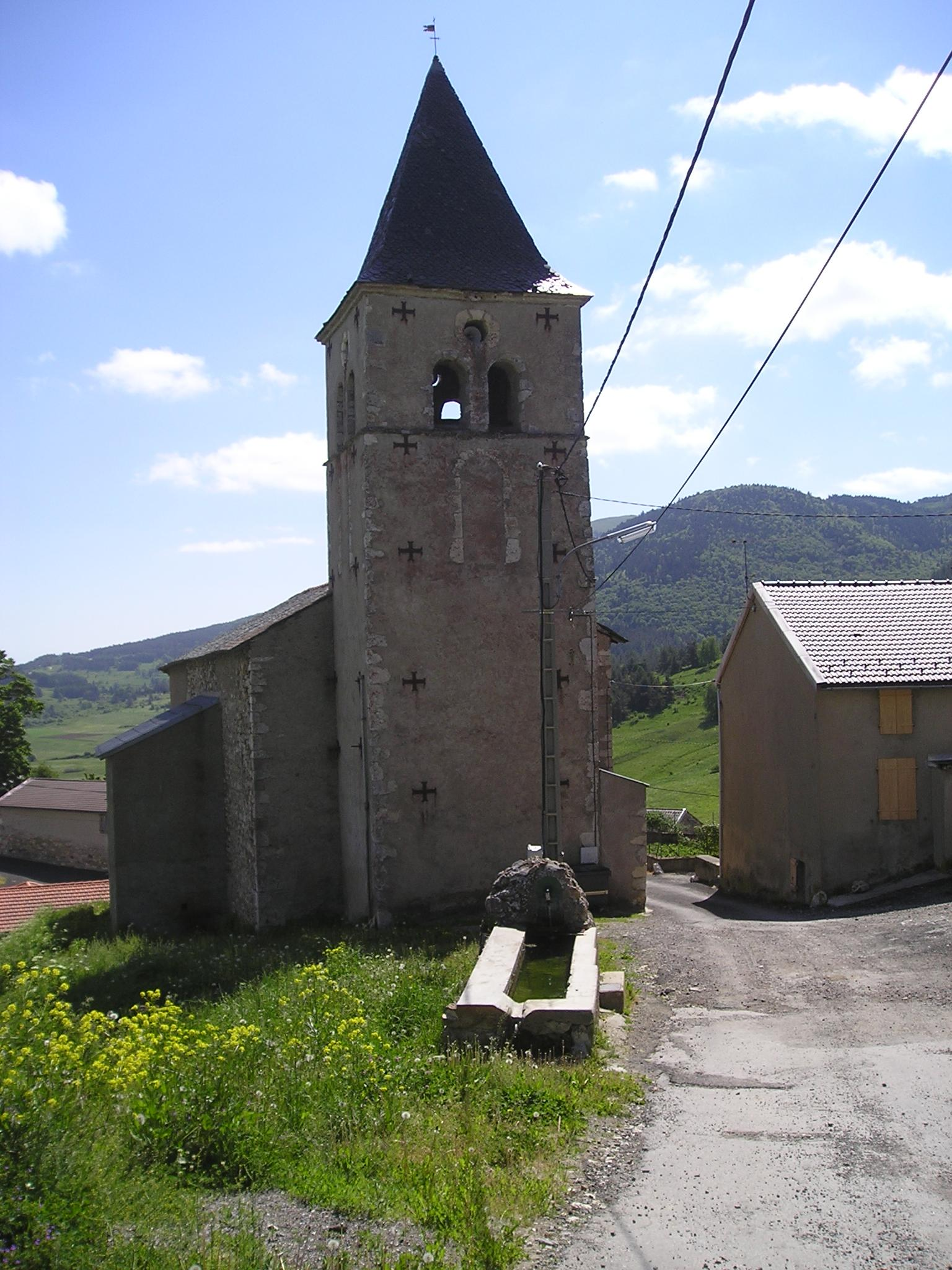
Kerk in Montaillou

## Geografie
De oppervlakte van Montaillou bedraagt 9,0 km², de bevolkingsdichtheid is dus 3,6 inwoners per km².
De onderstaande kaart toont de ligging van Montaillou met de belangrijkste infrastructuur en aangrenzende gemeenten.

## Demografie
Onderstaande figuur toont het verloop van het inwonertal (bron: INSEE-tellingen).

Vanwege een beveiligingsprobleem met de MediaWiki Graph-software is het momenteel niet mogelijk deze grafiek weer te geven. Zodra de software is bijgewerkt zal de grafiek vanzelf weer zichtbaar worden.